# Soriculus nigrescens
Soriculus nigrescens là một loài động vật có vú trong họ Chuột chù, bộ Soricomorpha. Loài này được Gray mô tả năm 1842.